# クアーズテック
クアーズテック合同会社（英: CoorsTek GK）は石英ガラスや耐火物等のメーカーである。

## 概要
東芝セラミックス（東芝の関係会社）を前身とする。現在は、米CoorsTek社の子会社。かつてはシリコンウェーハの世界シェアは5%（8位）だったが、2012年に撤退した。

## 沿革
- 1918年 - 前身会社の一つ、東芝炉材が東洋耐火煉瓦株式会社の商号で設立。
- 1928年 - 前身会社の一つ、東芝電興（存続会社）が電気金融株式会社の商号で設立。
- 1943年 - 東洋耐火煉瓦株式会社が東芝に合併。
- 1950年 - 東芝から東海炉材株式会社が独立。（東芝炉材の設立）
- 1954年 - 小国事業所に電力を供給するための赤芝ダム・赤芝発電所（荒川）が完成。
- 1958年 - 電気金融株式会社が東芝電興株式会社に商号変更。
- 1959年 - 東海炉材株式会社が東芝炉材株式会社に商号変更。
- 1961年 - 東芝電興株式会社が東京証券取引所第1部に上場。
- 同年 - 東芝炉材株式会社が東京証券取引所第2部に上場。
- 1968年 - 東芝電興が東芝炉材を合併、東芝セラミックス発足。
- 1972年 - 炭化ケイ素セラミックス発売開始。[3]
- 1977年 - 小国製造所でシリコンウェーハの製造を開始。
- 1982年 - 徳山曹達（現、トクヤマ）との合弁による徳山セラミックス株式会社（現、クアーズテック徳山）設立。アメリカに現地法人 Toshiba Ceramics America, Inc. を設立。九州セラミックス株式会社を設立。
- 1984年 - 東海セラミックス株式会社を設立。
- 1985年 - 関川電子株式会社（現、グローバルウェーハズ・ジャパン株式会社 関川工場）を設立。
- 1997年 - 超高純度石英ガラスの開発。[3]
- 1991年 - 新潟東芝セラミックス株式会社（現、グローバルウェーハズ・ジャパン株式会社）を設立。
- 1999年 - 長崎東芝セラミックス株式会社（現、クアーズテック長崎）を設立。
- 2001年 - 執行役員制導入
- 2004年 - 鉄鋼用耐火物製造部門を黒崎播磨株式会社との合弁による株式会社SNリフラテクチュア東海に移管。
- 2006年 - MBOにより株式非公開化、東芝から独立することを発表。[4]
- 2007年 - エスアイシー・インベストメント（カーライル・グループとユニゾン・キャピタルの折半出資会社）の完全子会社となり、上場廃止。
- 同年6月1日 - コバレントマテリアル株式会社に商号変更。
- 2010年2月1日 - 赤芝ダムおよび発電施設を赤芝水力発電株式会社に分社。同年3月までに株式を売却し、当社の連結対象外となる。
- 2011年8月11日、半導体ウエハー事業を台湾の同業大手、シノ・アメリカン・シリコン（SAS）に売却すると発表。
- 2011年11月、コバレントマテリアル（株）の事業再編により、半導体ウェーハ事業の全てがグローバルウェーハズ・ジャパン株式会社に集約.
- 2012年3月、グローバルウェーハズ・ジャパン株式会社の全株式をシノ・アメリカン・シリコン（SAS）社グループに譲渡.
- 2014年12月、米CoorsTek（本社コロラド州ゴールデン）により買収完了。買収額は明らかにされていない。
- 2015年10月、クアーズテック株式会社に商号変更。
- 2019年4月1日 - 完全子会社の電興を吸収合併。[5]
- 2022年11月1日 - クアーズテック長崎の事業を本体に移管、モメンティブ・テクノロジーズ・山形に社名変更しグループ離脱。
- 2024年1月1日 - クアーズテック合同会社に商号変更

## 拠点
- 小国事業所 - 山形県西置賜郡小国町大字小国町378
- 秦野事業所 - 神奈川県秦野市曽屋30
- 刈谷事業所 - 愛知県刈谷市小垣江町南藤1
- 長崎事業所 - 長崎県東彼杵郡川棚町百津郷296

- クアーズテックマシナリ株式会社 - 山形県西置賜郡小国町大字小国町378
- クアーズテック徳山株式会社 - 山口県周南市江口2-1-32

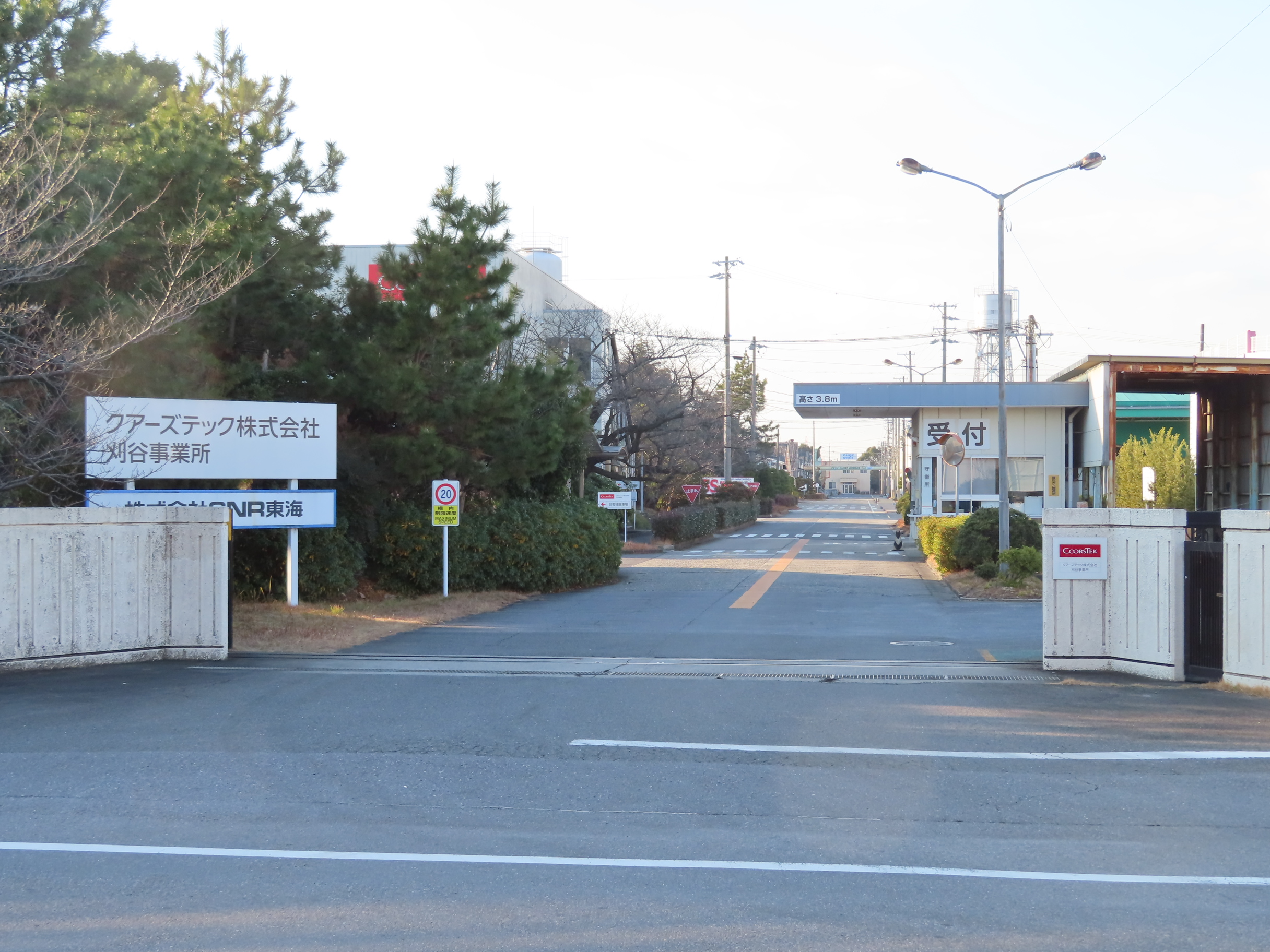
刈谷事業所（愛知県刈谷市）
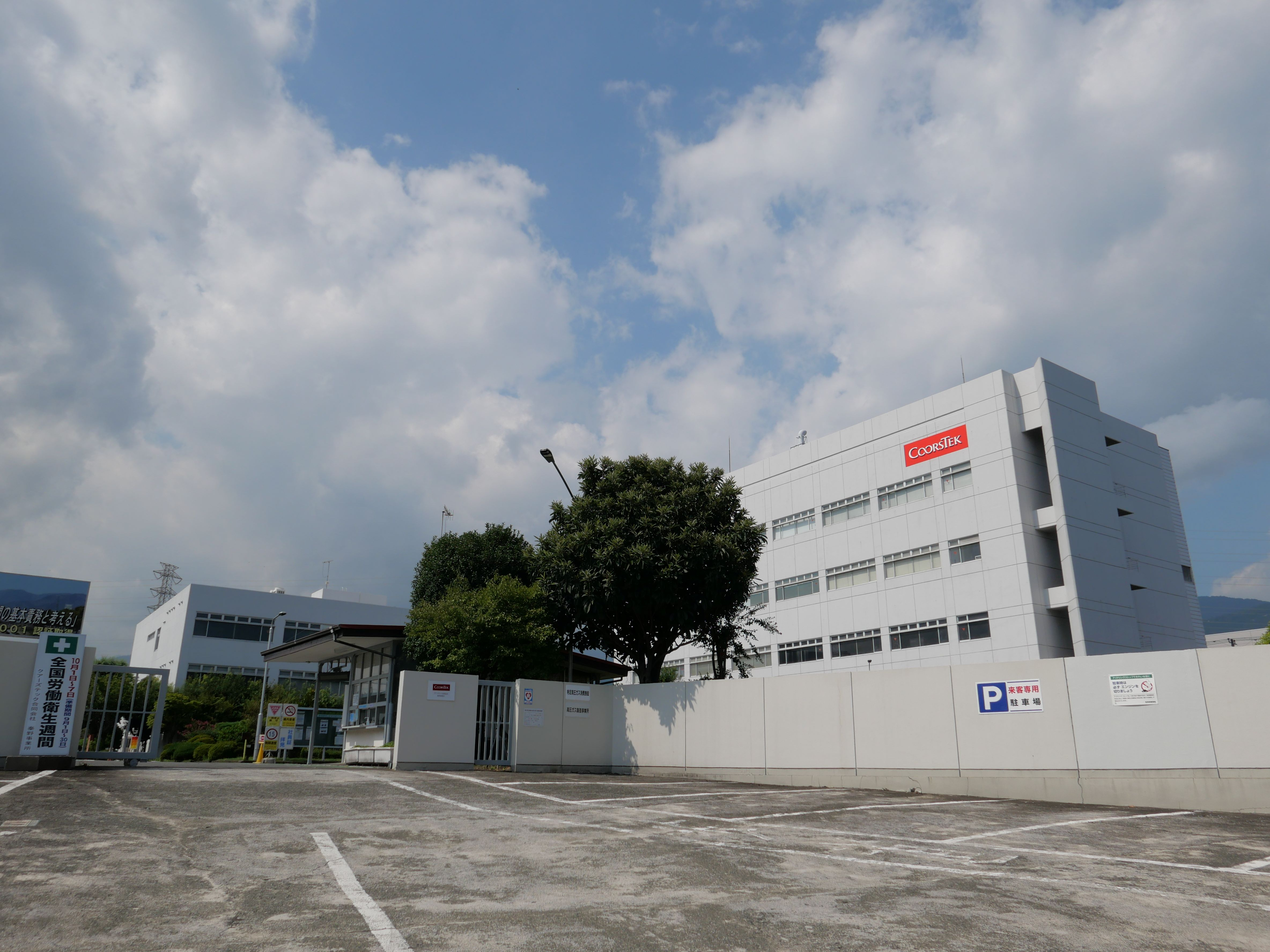
秦野事業所（神奈川県秦野市）